# 2011—2012年西南印度洋熱帶氣旋季
2011－2012年西南印度洋熱帶氣旋季在2011年11月15日開始，並在2012年4月30日完結（某些地區的熱帶氣旋季在2012年5月15日完結）。
此文內容只包含在西南印度洋形成的熱帶氣旋的介紹。
風暴是由留尼汪氣象部發出報告。如果一個熱帶低氣壓在南緯0-40度，東經31-55度之間增強為中度熱帶風暴的話，馬達加斯加就會為它命名。如果一個熱帶低氣壓在南緯0-40度，東經55-90度之間增強為中度熱帶風暴的話，模里西斯就會為它命名。

## 熱帶氣旋
如果一個熱帶低氣壓在南緯0-40度，東經31-90度之間增強為中等熱帶風暴的話，馬達加斯加或模里西斯就會為它命名。由於每年都會有新的名字清單，所以不用停用名字。
以下所有氣旋的強度及其他相關資訊均以留尼汪氣象部公報為準。

## 2011-12年風暴名單
西南印度洋的熱帶氣旋是由世界氣象組織西南印度洋熱帶氣旋委員會命名。由毛里裘斯、馬拉維、莫桑比克、納米比亞、塞舌爾、南非、斯威士蘭、津巴布韋、坦桑尼亞、博茨瓦納、科摩羅、萊索托和馬達加斯加提供名字。當熱帶氣旋在東經55度以西達到「中度熱帶風暴」的強度，位於馬達加斯加的熱帶氣旋警告中心就會為該系統命名。當熱帶氣旋在東經55度及東經90度之間達到「中度熱帶風暴」的強度，位於毛里裘斯的熱帶氣旋警告中心就會為該系統命名。本年未用名稱以灰色表示，黑體字表示今年已經使用過，粗體名稱表示該風暴活躍中，橙色表示下一個即將使用的熱帶氣旋名稱。
| - Alenga - Benilde - Chanda - Dando - Ethel - Funso - Giovanna - Hilwa - Irina | - Joni - Kuena - Lesego（未用） - Michel（未用） - Noyana（未用） - Olivier（未用） - Pokera（未用） - Quincy（未用） - Rebaone（未用） | - Salama（未用） - Tristan（未用） - Ursula（未用） - Violet（未用） - Wilson（未用） - Xavier（未用） - Yekela（未用） - Zania（未用） |

## 外部連結
- Joint Typhoon Warning Center (JTWC)
- Météo France (RSMC La Réunion)
- World Meteorological Organization